# اغلنجه (قره‌عیسی‌لی)
اغلنجه (به ترکی استانبولی: Eğlence) یک منطقهٔ مسکونی در ترکیه است که در کارایسالی واقع شده‌است.